# 決闘! 高田馬場
『決闘! 高田馬場』（けっとう たかだのばば）は、三谷幸喜作・演出による日本の歌舞伎作品。2006年3月、PARCO劇場で初演。

## 概要
中山安兵衛（のちの堀部安兵衛）の「高田馬場の決闘」を題材にしたオリジナル歌舞伎。三谷幸喜にとって初の歌舞伎作品書き下ろしとなる。通常の歌舞伎にはみられない鳴り物や、三谷特有の喜劇要素も取り入れた演出となっている。また、主演級の染五郎・亀治郎・勘太郎はそれぞれ早変わりで一人二役・三役をこなした。

## ストーリー
時は元禄七年、泰平の世。剣術の達人であり、近隣住民にも慕われている「喧嘩安兵衛」こと中山安兵衛ではあったが、仕官も働きもせず、喧嘩の仲裁によって恵んでもらった金で酒を飲んだくれるという堕落した毎日を過ごしていた。幼馴染の小野寺右京が説教しても、安兵衛は自虐的に嘆くのみで真面目に取り合わない。そんなある日、村上庄左衛門と中津川祐範の策略にはめられた叔父の菅野六郎左衛門が、高田馬場で多勢に無勢の決闘に追い込まれる。これを知った安兵衛らは、いざ高田馬場へ助太刀にと走る！走る！走る！

## 配役
- 七代目 市川染五郎
中山安兵衛、中津川祐範 （二役）
- 二代目 市川亀治郎
小野寺右京、堀部ホリ、村上庄左衛門 （三役）
- 二代目 中村勘太郎
又八、堀部弥兵衛 （二役）
- 十一代目 市川高麗蔵 ： にら蔵
- 三代目 澤村宗之助 ： おもん
- 坂東橘太郎 ： 洪庵先生
- 三代目 松本錦吾 ： 菅野六郎左衛門
- 二代目 市村萬次郎 ： おウメ

## スタッフ
- 作・演出 ： 三谷幸喜
- 補綴 ： 今井豊茂
- 美術 ： 堀尾幸男
- 照明 ： 服部基
- 舞台監督 ： 松坂哲生
- 企画 ： 株式会社パルコ
- 製作 ： 松竹株式会社